# María Llorens-Martín
María Victoria Llorens-Martín (Badajoz, 1981) es una científica especializada en el área de la neurobiología, con aportaciones en el estudio de la capacidad regenerativa del cerebro humano.

## Trayectoria
Estudió la licenciatura en ciencias biológicas y en 2009 obtuvo su título de doctorado en el área de neurobiología en la Universidad Complutense en España, enfocado a la neurogénesis hipocampal adulta y las implicaciones relacionadas con los efectos de la actividad física. Realizó estancias postdoctorales en el Centro de Biología Molecular Severo Ochoa (CBMSO-CSIC-UAM) en España en el 2010; y cinco años después obtuvo la beca Japan Society for the Promotion of Science - (JSPS) - para investigadores extranjeros en la Universidad de Tsukuba en Japón.
En 2016 creó su propio grupo de investigación en el CBMSO como investigadora Ramón y Cajal.
Recibió la beca europea ERC-Consolodator Grant por el Consejo Europeo de Investigación para la continuación de su investigación sobre el impacto de la neurogénesis adulta en diferentes contextos patológicos.
Actualmente se desarrolla como investigadora principal en el Centro de Investigación Biomédica en Red (CIBER) y como científica titular del Consejo Superior de Investigaciones Científicas (CSIC) con un enfoque en la investigación de la neurogénesis hipocampal adulta y enfermedades neurodegenerativas.

## Investigación y publicaciones
Llorens-Marín y su grupo de investigación han realizado publicaciones en revistas científicas indexadas como Nature Medicine y Science, que han permitido conocer un poco mejor los aspectos básicos sobre las neuronas, siendo una referente internacional en el estudio de la capacidad regenerativa del cerebro humano.
En contra de la idea establecida, ha demostrado que el ser humano genera neuronas durante toda su vida en el hipocampo, una región importante para la memoria y el aprendizaje. Ha conseguido explicar el origen de estas células a partir de células madre y como se afecta el desarrollo que impide la regeneración neuronal en patologías como la enfermedad de Huntington, Alzheimer, Parkinson, esclerosis lateral amiotrófica (ELA) y diversos tipos de demencia.
Al día de hoy (10 de febrero de 2023) cuenta con un índice H de 33, 3769 citas y múltiples publícaciones relacionadas con la neurogénesis en diversos contextos.

## Premios y reconocimientos
A lo largo de su carrera profesional ha recibido diversos reconocimientos, entre los que destacan los siguientes:
- En el año 2020 obtuvo una ERC-Consolidator Grant para su proyecto HumAN con el que estudiar los mecanismos que ocasionan la posible disfunción del proceso de neurogénesis adulta en distintas enfermedades humanas.[7]
- En junio de 2021 fue elegida miembro de la Academia Joven de España[7][10]
- Fue galardonada con el Premio Nacional de Investigación Gabriela Morreale (octubre, 2022) para Jóvenes en el área de Medicina y Ciencias de la Salud, que concede el Ministerio de Ciencia e Innovación por sus aportaciones al área de la neurobiología, que han convertido a su grupo de trabajo en un referente en el estudio de la capacidad regenerativa del cerebro humano.[1]
- Recibió el XXIII Premio de Innovación Científica para Jóvenes Investigadores (noviembre, 2022) en la categoría de Investigación Básica, galardón obtenido por la Fundación Pfizer que reconoce proyectos sobre el uso innovador de la tecnología, de técnicas estadísticas avanzadas o el abordaje de nuevas técnicas digitales para el desarrollo del conocimiento científico en el campo de la salud humana.[7][11]
- Recibió el Premio de Investigación Médica Traslacional por su investigación titulada Impact of neurodegenerative diseases on human adult hippocampal neurogénesis en los Premios RANME 2022, otorgados por la Real Academia Nacional de Medicina de España.[7][12]